# Johann Adam Pupikofer

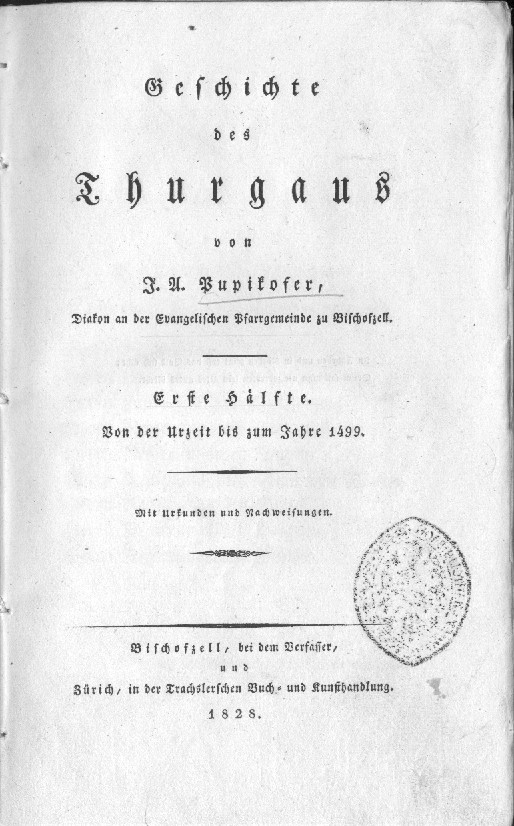
Titelseite der Thurgauer Geschichte, Erstausgabe

Johann Adam Pupikofer (* 17. März 1797 in Untertuttwil bei Wängi; † 28. Juli 1882 in Frauenfeld) war ein Schweizer Historiker, Archivar, Bibliothekar und reformierter Geistlicher.

## Biografie
Johann Adam Pupikofer war von 1818 bis 1821 als Pfarrer in Güttingen und von 1821 bis 1861 als Diakon in Bischofszell tätig; von 1846 bis 1862 wirkte er überdies als Dekan. Anschliessend arbeitete er von 1862 bis 1880 in Frauenfeld als thurgauischer Staatsarchivar und Kantonsbibliothekar.
Pupikofer war 1821 Gründungsmitglied und später mehrfach Präsident der «Gesellschaft zur Beförderung des Guten und Gemeinnützigen im Kanton Thurgau». 1859/1860 war er Gründungspräsident des «Historischen Vereins des Kantons Thurgau» und Redaktor der Thurgauischen Beiträge zur vaterländischen Geschichte. Bekannt wurde er mit seiner Geschichte des Thurgaus (Erstausgabe in zwei Bänden 1828–1830). Darüber hinaus verfasste er eine Fülle von Schriften zur Geschichte des Thurgaus und des Bodensee-Raumes. Von 1872 bis 1874 vertrat er die Schweiz im Vorstand des «Vereins für Geschichte des Bodensees und seiner Umgebung». Im Weitern gedachte er in Franz Joseph Stalders Nachfolge ein schweizerdeutsches Wörterbuch zu verfassen, doch schickte er später das unvollendete Manuskript sowie weiteres, von ihm gesammeltes Material der in Zürich domizilierten Redaktion des Schweizerischen Idiotikons, welche daraus die thurgauischen Dialektwörter exzerpierte.
Politisch war Pupikofer liberal. Er forderte anfänglich gemeinsam mit Thomas Bornhauser die Erneuerung des Thurgaus, neigte aber anders als dieser nach 1830 den Liberal-Konservativen zu. Von 1845 bis 1855 wirkte er als Mitglied des Grossen Rates (Kantonsparlament) und überdies von 1850 bis 1852 und von 1855 bis 1858 als Mitglied des Erziehungsrats (für das Bildungswesen zuständige kantonale Behörde).
Pupikofer war einer der engsten Freunde des Bibliophilen Joseph von Laßberg. 1872 erhielt er ein Ehrendoktorat der Philosophischen Fakultät der Universität Zürich.

## Schriften

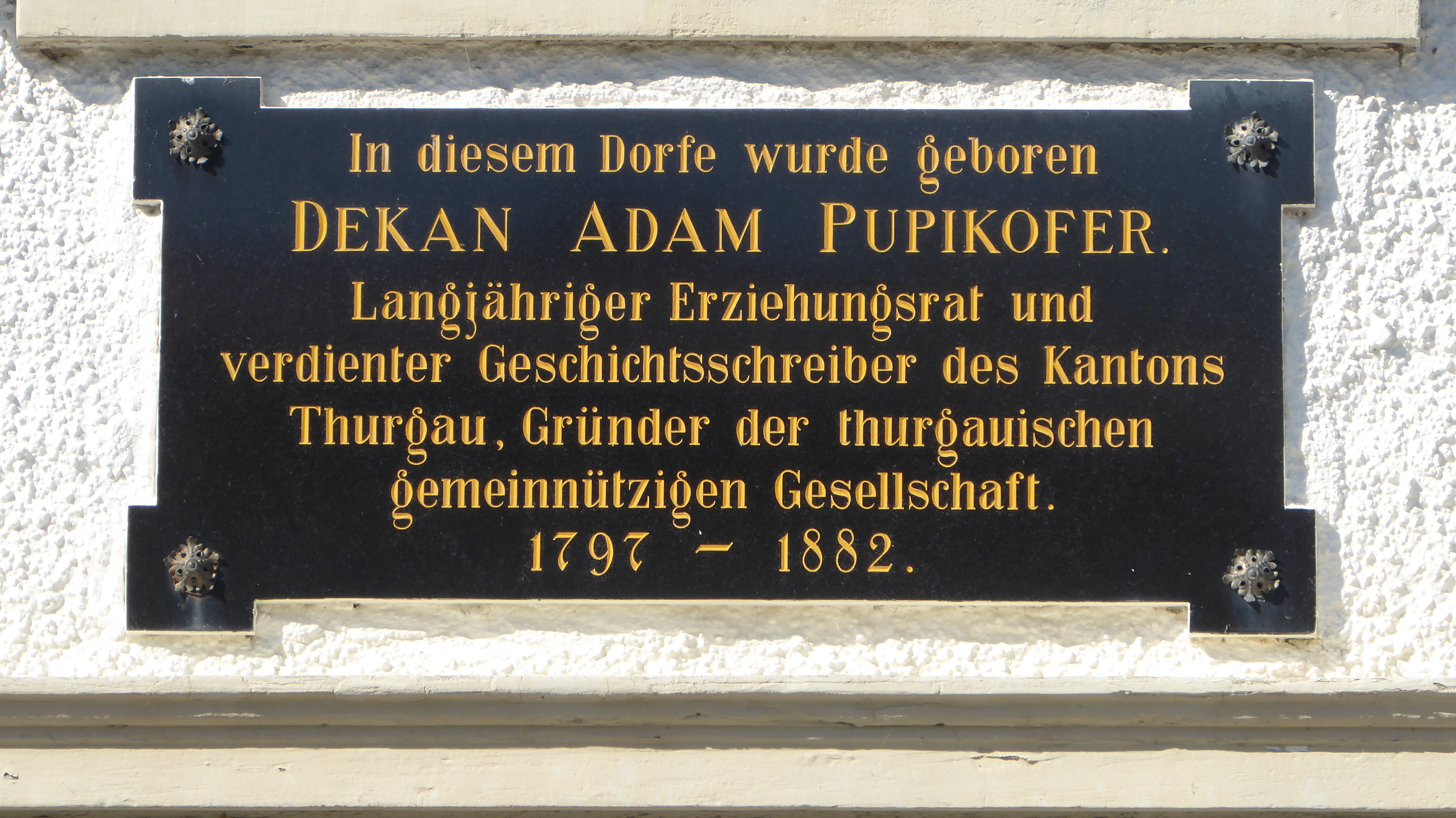
Gedenktafel am Schulhaus in Untertuttwil

- Geschichte des Thurgaus. Bischofzell und Zürich 1828–1830 (Digitalisat: Band 2 Band 1, books.google.de).
- Der Kanton Thurgau, historisch, geographisch, statistisch geschildert. St. Gallen und Bern 1837 (= Historisch-geographisch-statistisches Gemälde der Schweiz; 17. Band) (Digitalisat MDZ, Google).
- Bischofszell vor und während der Revolution von 1798. Frauenfeld 1856.
- Geschichte der Stadt Frauenfeld von ihrer ältesten Zeit bis auf die Gegenwart. Frauenfeld 1871 (Digitalisat).
- Walter III., Freiherr von Klingen zu Klingnau, Ritter und Minnesänger. In: Schriften des Vereins für Geschichte des Bodensees und seiner Umgebung, 2 (1870), S. 190–205. (Digitalisat).
- Die Grenze zwischen dem Rheingau, Churrhätien und Thurgau. In: Schriften des Vereins für Geschichte des Bodensees und seiner Umgebung, 5 (1874), S. 58–71. (Digitalisat).
- Erwiderung auf die Kritiken des Prof. Meyer von Knonau und Hrn. Pfarrers Mooser, betreffend die rheinthalische Grenzscheide. In: Schriften des Vereins für Geschichte des Bodensees und seiner Umgebung, 6 (1875), S. 117–122. (Digitalisat); Reaktion auf Artikel Meyers von Knonau und Moosers.

Edition:
- Die Eidgenössischen Abschiede aus dem Zeitraume von 1649 bis 1680 (= Amtliche Sammlung der ältern Eidgenössischen Abschiede. Band 6, Abteilung 1). Frauenfeld 1861.